# Sybra pantherina
Sybra pantherina es una especie de escarabajo del género Sybra, familia Cerambycidae. Fue descrita científicamente por Heller en 1915.
Habita en Indonesia.